# Natație la Jocurile Olimpice de vară din 2024 - 400 m mixt (masculin)
Proba de înot 400 de metri mixt masculin de la Jocurile Olimpice de vară din 2024 a avut loc pe 28 iulie 2024 la Paris Aquatics Centre.

## Recorduri
Înaintea acestei competiții, recordurile mondiale și olimpice erau următoarele:
| Record  | Atlet                | Timp    | Loc              | Data           |
| ------- | -------------------- | ------- | ---------------- | -------------- |
| Mondial | Léon Marchand (FRA)  | 4:02,50 | Fukuoka, Japonia | 23 iulie 2023  |
| Olimpic | Michael Phelps (USA) | 4:03,84 | Beijing, China   | 10 august 2008 |

## Program
Orele sunt ora Franței (UTC+1) 
| Data                    | Timp  | Etapă      |
| ----------------------- | ----- | ---------- |
| Duminică, 28 iulie 2024 | 11:15 | Calificări |
| Duminică, 28 iulie 2024 | 20:30 | Finala     |

## Rezultate

### Calificări
Primii 16 înotători cu cei mai buni timpi au avansat în finală.
| Loc | Serie | Culoar | Înotător             | Țară                       | Timp    | Note  |
| --- | ----- | ------ | -------------------- | -------------------------- | ------- | ----- |
| 1   | 2     | 4      | Léon Marchand        | Franța                     | 4:08,30 | C     |
| 2   | 2     | 3      | Max Litchfield       | Marea Britanie             | 4:09,51 | C     |
| 3   | 2     | 5      | Daiya Seto           | Japonia                    | 4:10,92 | C     |
| 4   | 1     | 4      | Carson Foster        | Statele Unite ale Americii | 4:11,07 | C     |
| 5   | 1     | 6      | Tomoyuki Matsushita  | Japonia                    | 4:11,18 | C     |
| 6   | 1     | 3      | Alberto Razzetti     | Italia                     | 4:11,52 | C     |
| 6   | 2     | 6      | Lewis Clareburt      | Noua Zeelandă              | 4:11,52 | C     |
| 6   | 2     | 8      | Cedric Büssing       | Germania                   | 4:11,52 | C, NR |
| 9   | 2     | 7      | Balázs Holló         | Ungaria                    | 4:12,20 |       |
| 10  | 1     | 8      | Zhang Zhanshuo       | China                      | 4:12,71 |       |
| 11  | 1     | 5      | Chase Kalisz         | Statele Unite ale Americii | 4:13,36 |       |
| 12  | 1     | 1      | William Petric       | Australia                  | 4:13,58 |       |
| 13  | 2     | 2      | Brendon Smith        | Australia                  | 4:14,36 |       |
| 14  | 1     | 7      | Gábor Zombori        | Ungaria                    | 4:14,88 |       |
| 15  | 1     | 2      | Apostolos Papastamos | Grecia                     | 4:15,32 |       |
| 16  | 2     | 1      | Tristan Jankovics    | Canada                     | 4:18,23 |       |

### Finala
Rezultate finală.
| Loc | Culoar | Înotătoare          | Țară                       | Timp    | Note |
| --- | ------ | ------------------- | -------------------------- | ------- | ---- |
| 1   | 4      | Léon Marchand       | Franța                     | 4:02,95 | RO   |
| 2   | 2      | Tomoyuki Matsushita | Japonia                    | 4:08,62 |      |
| 3   | 6      | Carson Foster       | Statele Unite ale Americii | 4:08,66 |      |
| 4   | 5      | Max Litchfield      | Marea Britanie             | 4:08,85 | RN   |
| 5   | 7      | Alberto Razzetti    | Italia                     | 4:09,38 |      |
| 6   | 1      | Lewis Clareburt     | Noua Zeelandă              | 4:10,44 |      |
| 7   | 3      | Daiya Seto          | Japonia                    | 4:11,78 |      |
| 8   | 8      | Cedric Büssing      | Germania                   | 4:17,16 |      |